# Magdalena Jetelová

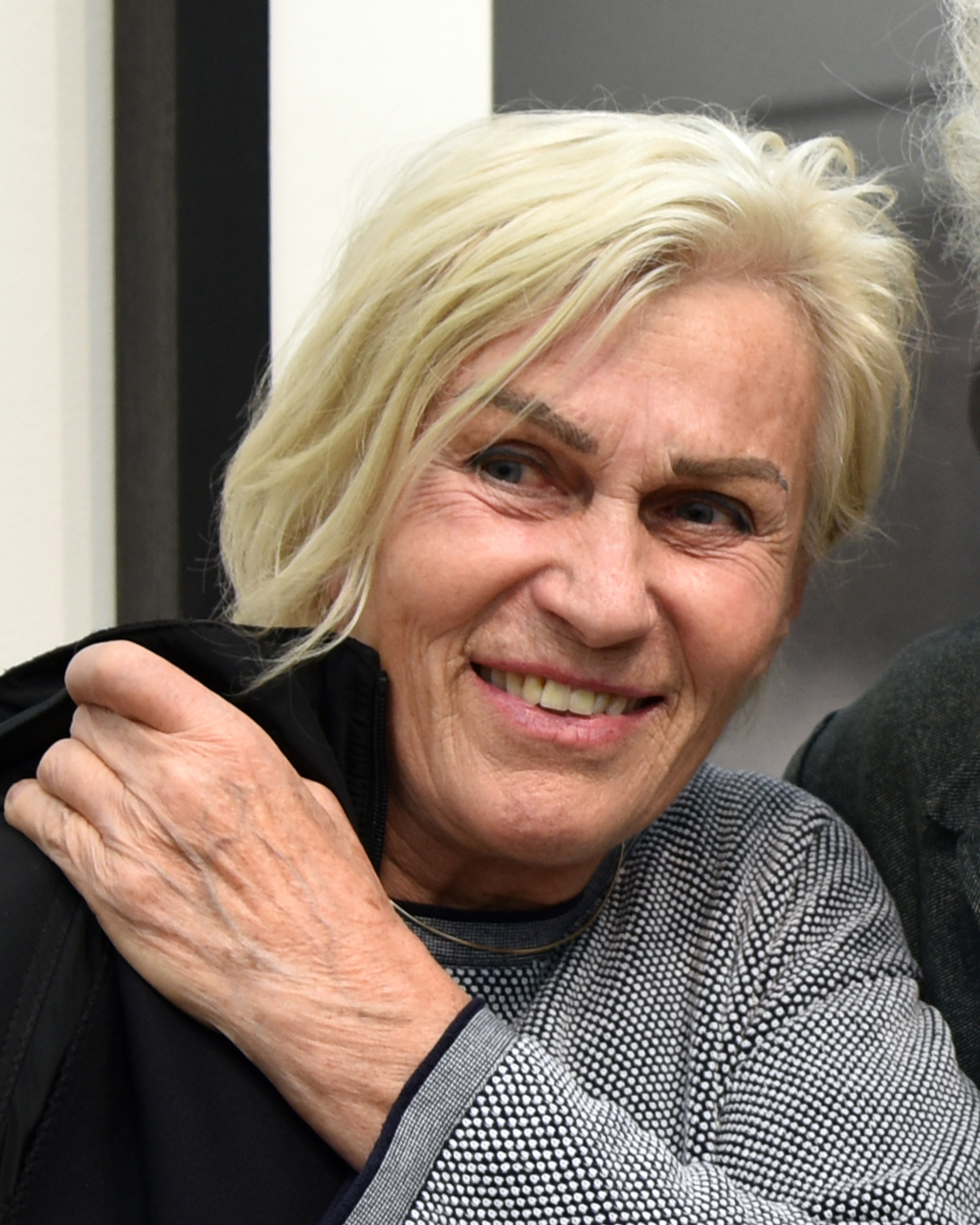
Magdalena Jetelová (2025)

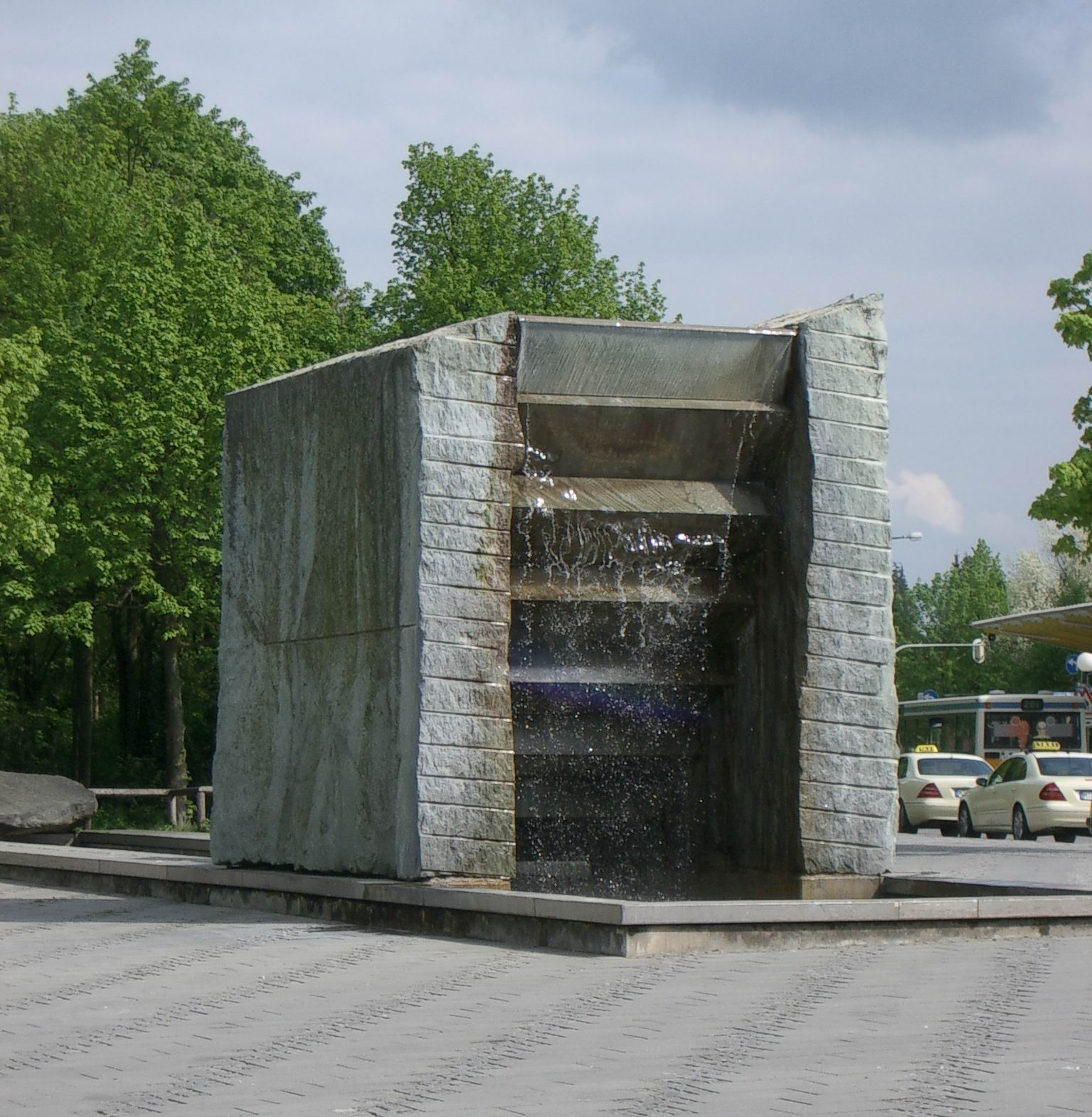
Felsenbrunnen in München (1992)

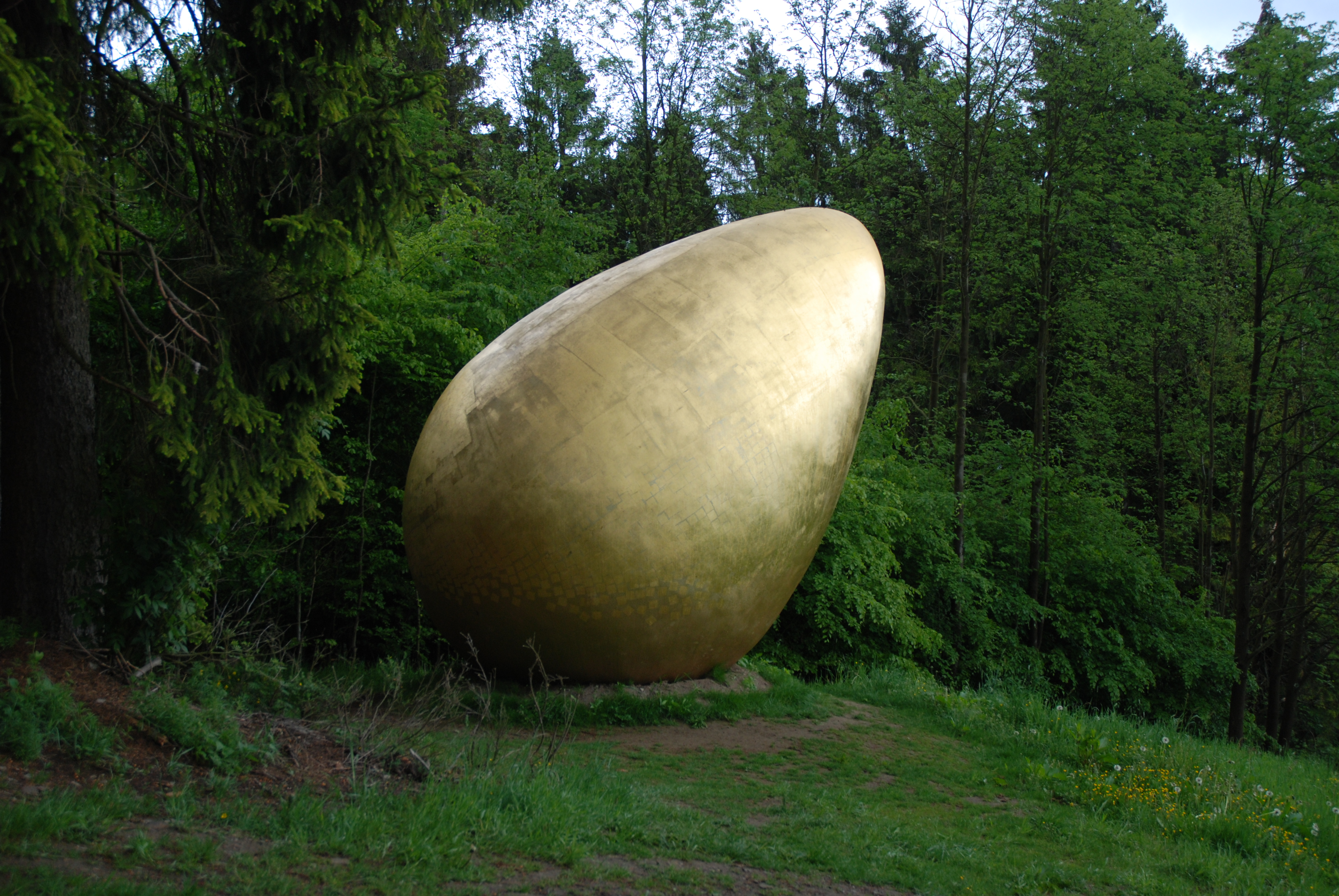
Skulptur: Was war zuerst? (2007) bei Bad Berleburg

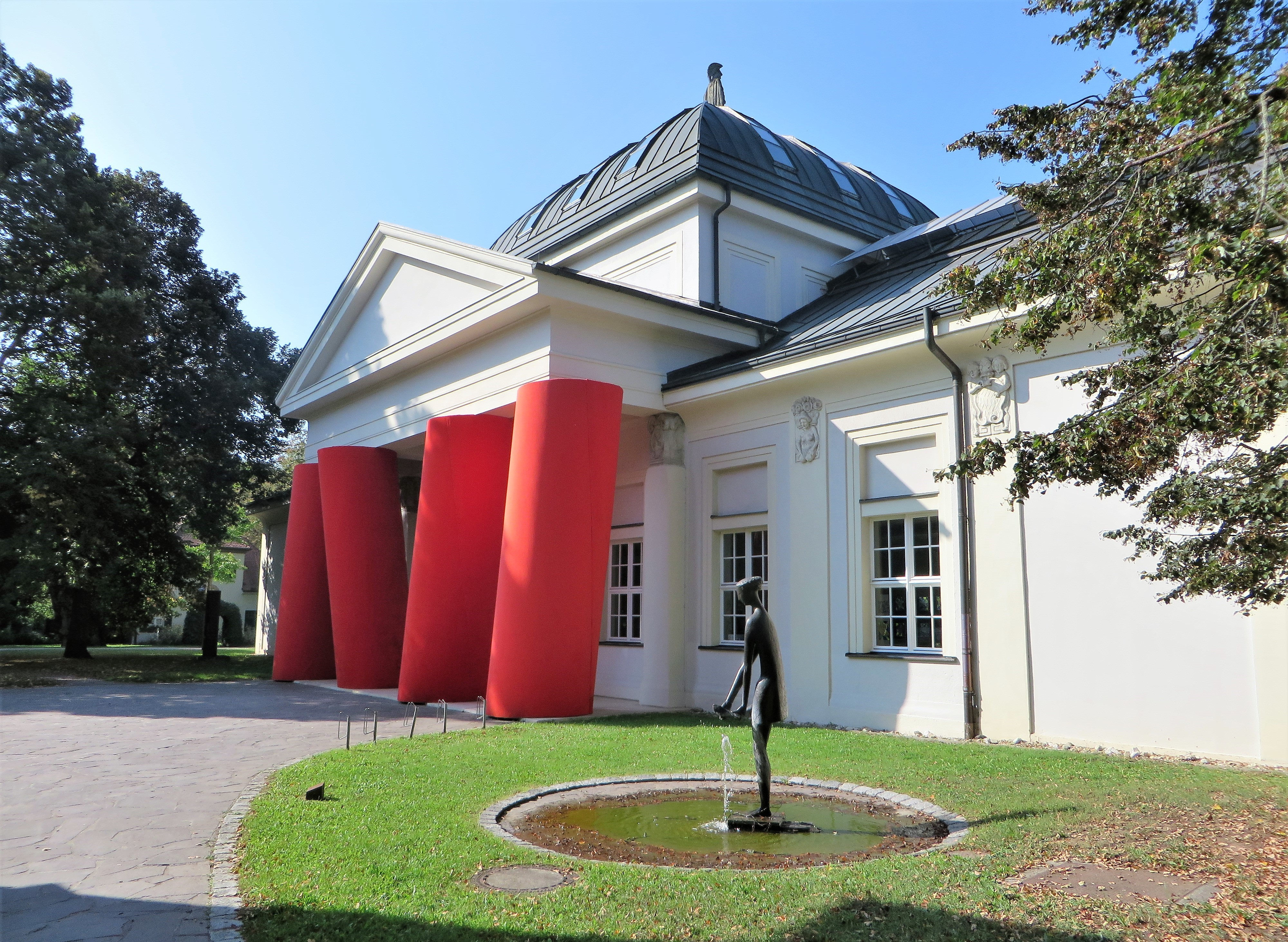
Säuleninstallation, Kunstforum Ostdeutsche Galerie, Regensburg (2004)

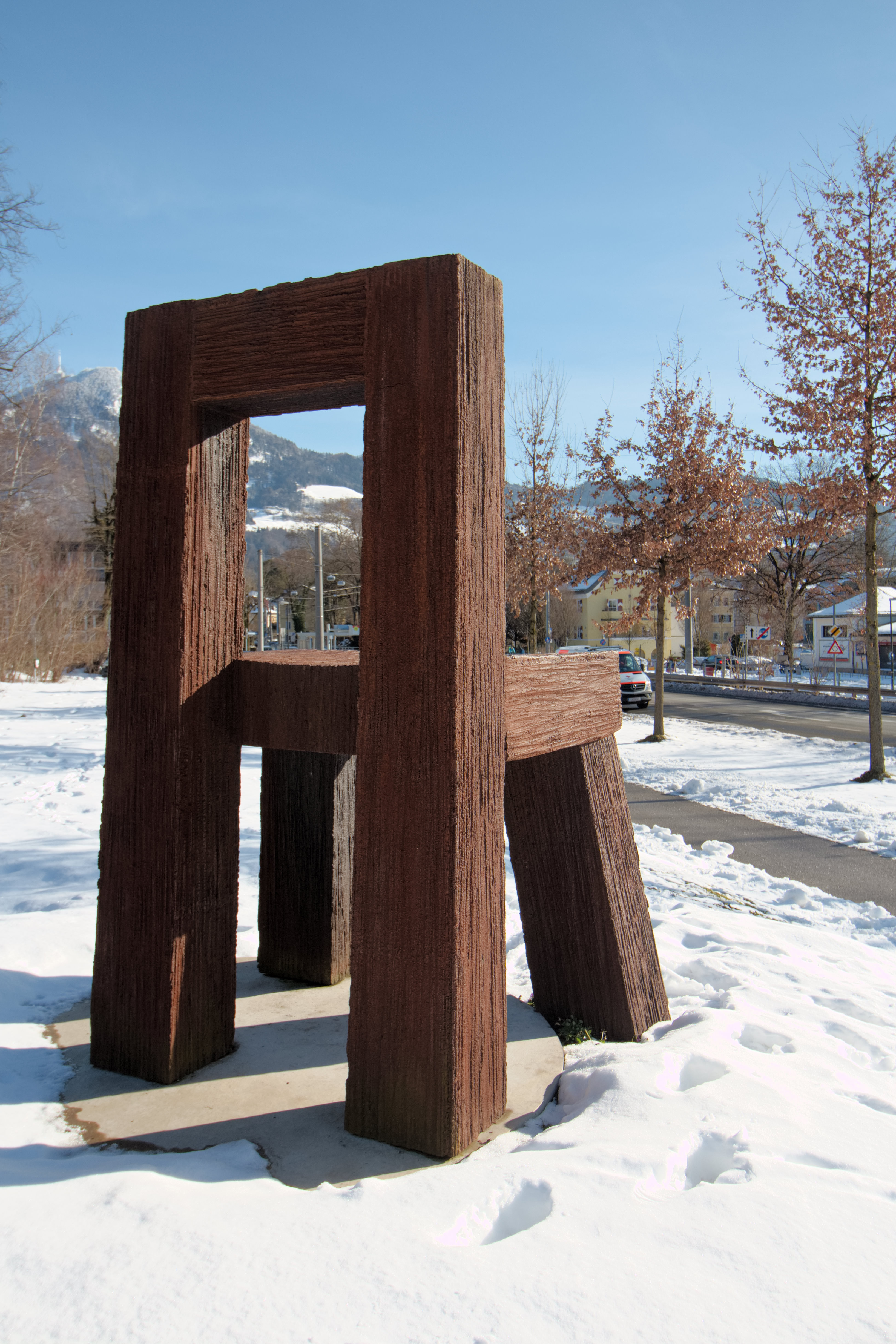
Stuhl, Eisenskulptur, Schloss Arenberg, Salzburg (2007)

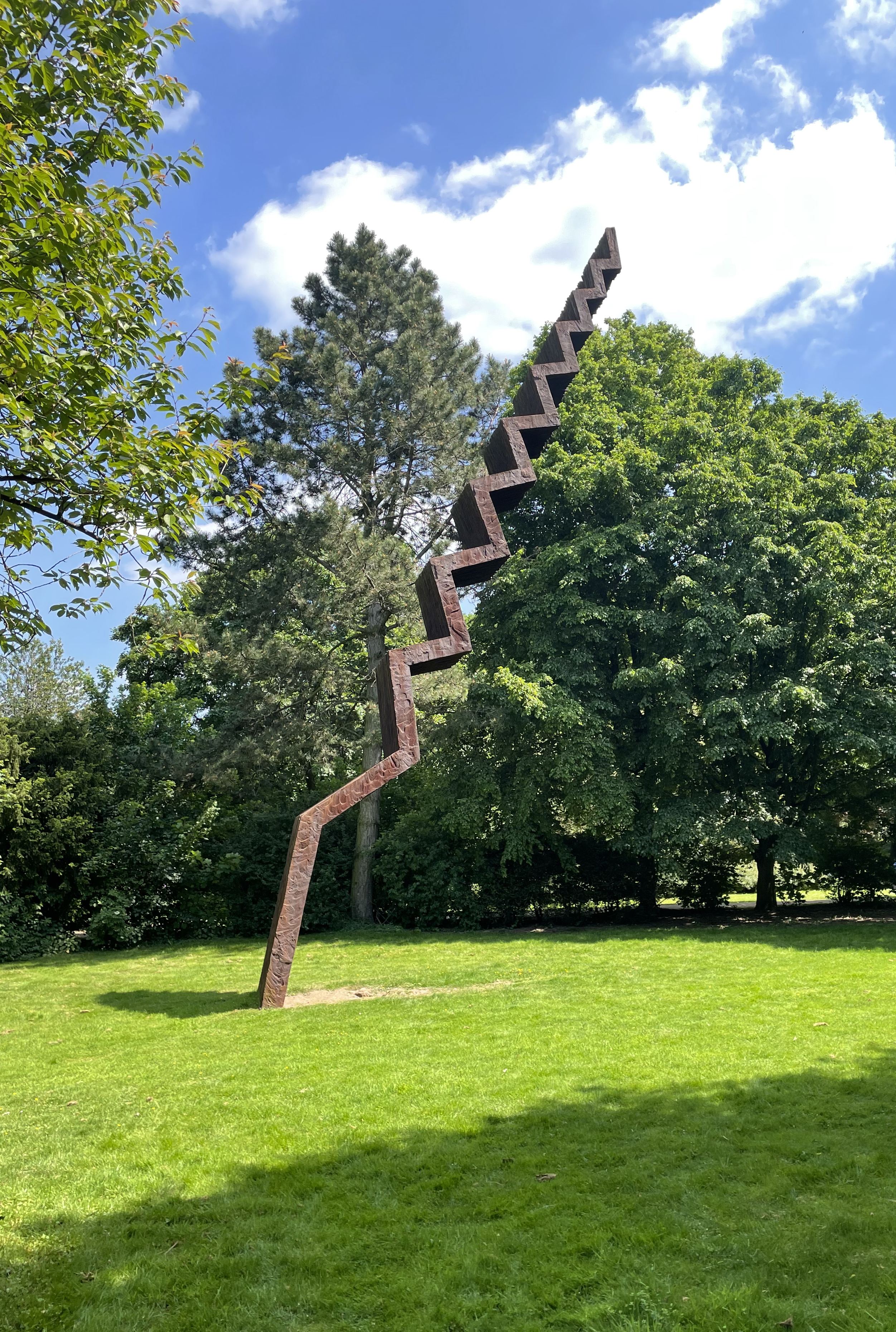
Steig/Výstup, Eisen, Höhe: ca. 14 Meter, Krefeld-Bockum (2005)

Magdalena Jetelová (* 4. Juni 1946 in Semily, Tschechoslowakei) ist eine tschechische Bildhauerin, Fotografin und Installationskünstlerin, die überwiegend in Deutschland lebt und arbeitet. Sie ist bekannt für monumentale Holzskulpturen (darunter überdimensionale Stühle, Tische und Treppen), raumbezogene Licht- und Laserinstallationen sowie fotografische Dokumentationen im Außenraum.
In Bergheim-Thorr lebt und arbeitet sie auf dem Gelände der ehemaligen Römerbrauerei, einem seit 1989 denkmalgeschützten Areal von 3.723 m², das sie über Jahrzehnte von einem brachliegenden Industriebau in ein Atelier mit Wohnflächen und parkähnlicher Anlage entwickelt hat.

## Leben
Magdalena Jetelová studierte von 1965 bis 1971 an der Akademie der Bildenden Künste Prag und verbrachte 1967/68 ein Studienjahr an der Accademia di Brera in Mailand bei Marino Marini. Während sie unter dem kommunistischen Regime in der Tschechoslowakei künstlerisch tätig war, organisierte sie öffentlichkeitswirksame Aktionen – etwa im Freien –, die wiederholt von staatlicher Seite unterbunden wurden.
1985 erhielt sie ein Förderstipendium der Stadt München und emigrierte in die Bundesrepublik Deutschland. Zwei Jahre später war sie auf der documenta 8 vertreten. 1988 wurde sie mit dem Overbeck-Preis ausgezeichnet und trat eine Gastprofessur an der Akademie der Bildenden Künste München an. 1989 folgte ein Lehrauftrag an der Internationalen Sommerakademie in Salzburg. Zwischen 1990 und 2004 lehrte sie an der Staatliche Kunstakademie Düsseldorf, anschließend bis 2011 an der Akademie der Bildenden Künste München. 1992 wurde sie in die Akademie der Künste (Berlin) aufgenommen, 1994 erhielt sie eine beratende Funktion für den künstlerischen Rat der Prager Burg.
Ihre Arbeiten kombinieren skulpturale Installation, Licht- und Laserprojekte sowie Pyrotechnik. Im Podcast „Kocheler ZwischenTon“ beschrieb sie ihr Anliegen so: „Schon mit dem Atmen hilft man einem despotischen System“, womit sie auf die politische Dimension ihrer Kunst verweist. Jetelová erläutert darin auch, dass ihre Kunst häufig als Mittel des Widerstands gegen autoritäre Regime verstanden werden kann. Sie sieht künstlerische Aktionen, insbesondere im öffentlichen Raum, als wichtige Formen, um auf gesellschaftliche Missstände aufmerksam zu machen und politische Prozesse zu reflektieren.
Im Gespräch betont sie die Bedeutung des Raums als Medium: Sie schafft Installationen, die den Betrachter herausfordern, sich mit Umweltthemen und Machtstrukturen auseinanderzusetzen. Dabei setzt sie nicht nur auf die visuelle Wirkung, sondern auch auf physische Erfahrungen wie Licht und Feuer, um Emotionen zu wecken und zum Nachdenken anzuregen.
Jetelová beschreibt auch, wie die Nutzung von Pyrotechnik in ihrer Arbeit nicht nur ästhetische Effekte erzeugt, sondern symbolisch für Vergänglichkeit und Zerstörung steht – Motive, die in ihrem Werk immer wieder erscheinen und gesellschaftliche Fragen aufwerfen. Sie verbindet so künstlerische Formen mit einem politischen Bewusstsein, das tief in ihrer Biografie verwurzelt ist.
Darüber hinaus spricht sie im Podcast über ihre persönliche Erfahrung mit Emigration und den Bruch durch politische Umstände, was ihre künstlerische Praxis nachhaltig geprägt hat. Das Bewusstsein für Freiheit und die Gefahr von Unterdrückung prägt sowohl ihr Leben als auch ihr Werk und macht ihre Kunst zu einem Spiegel gesellschaftlicher Realitäten.
International bekannt wurde sie durch Projekte wie „Domestication of the Pyramid“ (1992, MAK Wien) und Laserinterventionen entlang tektonischer Spalten in Island. Legendär sind ihre roten Rauchwolken, die sie als künstlerische Reaktion auf den Einmarsch der sowjetischen Truppen in Prag 1968 einsetzte. Ebenso prägnant sind ihre monumentalen Holzstühle und Treppen, die ins Nichts führen, sowie ihre Laserprojektionen, mit denen sie die Bruchkanten von Kontinentalplatten markiert. Diese Werke vermitteln Botschaften, die über die reine Kunst hinausgehen und sind Ausdruck ihres tiefen Interesses an Energiephänomenen, politischer Symbolik und gesellschaftlicher Verantwortung. Für Jetelová ist es wesentlich, dass ihre Arbeiten eine starke Aussagekraft besitzen; ohne diese Bedeutung wären sie für sie lediglich Dekoration.

## Werk und Rezeption

### Skulptur und frühe Arbeiten
Magdalena Jetelová wurde insbesondere durch monumentale Holzskulpturen bekannt, in denen sie alltägliche Objekte wie Stühle, Tische oder Treppen in absurd-verzerrte Großformen überführt. Die grobe Bearbeitung mit der Kettensäge sowie das Spiel mit Maßstab und Funktionalität erzeugen eine poetisch-surreale Instabilität: Stühle scheinen zu schreiten, Treppen enden im Nichts, Häuser erscheinen unbewohnbar.
Ihre raumbezogene, ortsspezifische Arbeitsweise entwickelte sich bereits in den 1970er Jahren in Prag innerhalb eines kleinen Avantgarde-Kreises, der teils in privaten Wohnungen, teils im Freien arbeitete.

### Fotografie, Licht- und Laserprojektionen
Ab Mitte der 1980er Jahre experimentierte Jetelová mit gebündeltem Licht und Laserprojektionen. Bereits 1986 projizierte sie die Form eines Stuhls mit einem Laserstrahl in einen nächtlichen Wald – eine skulpturale Illusion aus Licht.
Mit dem Iceland Project (1992) visualisierte sie die geologische Nahtstelle zwischen Amerika und Europa auf Island. Sie trug den Verlauf des mittelatlantischen Rückens in Karten ein und zeichnete ihn mit Laserlinien direkt in die Landschaft. Die entstandenen Schwarzweiß-Fotografien kombinieren Land Art, politisch-symbolische Grenzthematik und eine ästhetische Meditation über Natur, Zeit und Raum.
1995 realisierte sie das Projekt Atlantic Wall, bei dem sie Textzitate des französischen Philosophen Paul Virilio mit Laserlicht auf verfallene Küstenbunker aus dem Zweiten Weltkrieg an der dänischen Nordseeküste projizierte. Die Schrift wurde dabei zu einem performativen Medium, das militärische Architektur poetisch und kritisch überlagert.

### Installationen und Konzeptkunst im Raum
Rauminstallationen wie jene in Hannover (1994) und Darmstadt (1996) zeigen Jetelovás sogenanntes Translocation-Prinzip: Bestehende Gebäudestrukturen wurden geringfügig gedreht und in veränderter Form in den Raum rückgeführt. Der Effekt war eine gezielte körperliche Desorientierung des Publikums.
Ein weiteres Beispiel ist die Installation Venceremos/Sale (2006) vor der Ostdeutschen Galerie in Regensburg – eine Intervention mit monumentalen roten Säulen, die zugleich architektonisch, politisch und sprachlich aufgeladen ist.

### Neuere Themen: Klima und Geopolitik
Seit den späten 2010er Jahren widmet sich Jetelová verstärkt Themen wie Klimawandel, Geoästhetik und planetaren Strukturen. Im Werkzyklus Pacific Ring of Fire projizierte sie 2019 Lasersignale auf schmelzende Eisberge in Patagonien und hielt diese mit Fotografie fest. Die dabei eingesetzten Botschaften, etwa „ESSENTIAL IS VISIBLE“, thematisieren Sichtbarkeit, Umweltzerstörung und Transformation durch Sprache.

## Rezeption

### Politisch-poetische Grenzerfahrung
Jetelovás Schaffen wird vielfach als künstlerische Auseinandersetzung mit politischen und geografischen Grenzen interpretiert. Ihre frühen Arbeiten – wie rauchende Signale im öffentlichen Raum Prags – entstanden als visuelle Notrufe gegen die Restriktionen des sozialistischen Regimes. Sie verarbeitete Erfahrungen von Isolation und politischer Repression zu präzisen visuellen Metaphern gesellschaftlicher Unfreiheit.
Ihre monumentalen Holzobjekte kritisieren subtil die Formensprache und Monumentalität sozialistischer Ideologien. Grotesk überzeichnete Alltagsobjekte – wie überdimensionierte Stühle oder instabile Treppen – verlieren ihre Funktion und werden zu Sinnbildern politischer Entwurzelung.

### Land Art und Konzeptkunst im globalen Kontext
Im internationalen Vergleich wird Jetelová häufig mit Land-Art-Pionieren wie Michael Heizer oder Walter de Maria in Verbindung gebracht. Im Unterschied zu diesen überschreitet sie jedoch die rein dokumentarische oder formalästhetische Ebene: Ihre Werke adressieren gezielt neuralgische Punkte wie geopolitische Grenzen, ökologische Krisen und gesellschaftliche Spannungen. Ihre Arbeiten gelten als „Meditationen über die Endlichkeit“ und eröffnen gleichzeitig einen Diskurs über Raum, Macht und Erinnerung.

### Fotografie, Lichtzeichnungen und Klimaästhetik
Laserarbeiten wie das Iceland Project oder der Zyklus Pacific Ring of Fire markieren zentrale Werkgruppen in Jetelovás Œuvre. In ihnen werden geologische Grenzverläufe mit hochpräzisem Laserlicht sichtbar gemacht und fotografisch festgehalten. Kritiker:innen betonen die ästhetisch reduzierte, technisch avancierte und inhaltlich dringliche Sprache dieser Arbeiten. Die Lichtprojektionen auf schmelzende Eisberge – ergänzt durch Botschaften wie „ESSENTIAL IS VISIBLE“ – setzen Licht als energiereiche Metapher für Erkenntnis und Vermittlung ein.

### Installative Interventionen im urbanen Raum
Jetelovás konzeptuelle Eingriffe in urbane Räume – etwa die leichten Rotationen existierender Baukörper in Hannover (1994) und Darmstadt (1996) – verwandelten Architektur in ein performatives Material. Der Raum selbst wurde destabilisiert und zur ästhetisch-politischen Fragestellung erhoben: Wer bestimmt seine Struktur, seine Grenzen, seine Ordnung?

### Institutionelle Rezeption und Kontinuität
Die Ausstellung Essential is Visible (2019) im DG Kunstraum München hob Jetelovás transdisziplinäre Praxis hervor: Licht und Raum wurden zur Bühne zentraler Fragen unserer Zeit – Grenze, Zugehörigkeit, Umwelt, Erinnerung, Menschsein. Die Kritik würdigte die Ausstellung als konsequente Weiterführung ihrer künstlerischen Grenzthematik in eine zeitgenössisch-politische Form.

### Auszeichnungen und institutionelle Anerkennung
Jetelová wurde 1989 mit dem Kunstpreis der Stadt Darmstadt und 2006 mit dem Lovis-Corinth-Preis ausgezeichnet. Letzterer markierte einen bedeutenden Moment in der deutschen Kunstszene: Jetelová war die erste international anerkannte zeitgenössische Künstlerin aus Osteuropa, die diesen Preis ohne deutschsprachigen Hintergrund erhielt.
Ihre Werke befinden sich heute in internationalen Museumssammlungen, darunter das Centre Pompidou (Paris), das Museum of Modern Art (New York), das Museum Ludwig (Köln) und das MAK (Wien).

## Ausstellungen
Magdalena Jetelová zeigt ihre Werke seit den 1980er Jahren regelmäßig in internationalen Einzelausstellungen und Gruppenausstellungen, darunter bedeutende Biennalen, Museen und Galerien in Europa, Nordamerika und Asien.

### Ausgewählte Einzelausstellungen
- 2024: Abstrakte Horizonte, Pinakothek der Moderne, München[36]
- 2023: Cermak Eisenkraft, Prag[37]
- 2023: Alle Macht der Imagination!, Kunsthalle im Lipsiusbau, Staatliche Kunstsammlungen Dresden[38]
- 2021: Kunsthalle Düsseldorf, Deutschland[39]
- 2017: Touch of Time, Nationalgalerie Prag, Trade Fair Palace[40]
- 2016: Galerie du jour agnès b., Paris[41]
- 2015: Museum Würth, Künzelsau – Skulptur[42]
- 2014: Haus der Kunst, München, Creacio continua[43]
- 2013: Kunst Sammlung NRW, Düsseldorf, Die Bildhauer[44]
- 2011: Glasstress 2011, La Biennale di Venezia[45]
- 1987: Projects 5, Museum of Modern Art, New York[46]
- 1983: New Art, Tate Gallery, London[47]

### Ausgewählte Gruppenausstellungen und Biennalen
- 2020: Pacific Ring of Fire, Walter Storms Galerie, München[48]
- 2019: The Big Sleep – 4. Biennale der Künstler, Haus der Kunst, München[49]
- 2018: XXIV. Rohkunstbau, Schloss Lieberose[50]
- 2004: Gwangju Biennale, Südkorea[51]
- 1997: Robert-Jacobsen-Preis, Badisches Landesmuseum Karlsruhe[52]
- 1987: documenta 8, Kassel[53]
- 1986: Biennale des Friedens, Ludwigshafen[54]

### Weitere ausgewählte Stationen (chronologisch)
- 1992: MAK Wien, Domestication of the Pyramid[55]
- 1991: Henry Moore Sculpture Trust Studio, Halifax[56]
- 1990: Kunsthalle Düsseldorf[57]
- 1989: Katharinenkirche Lübeck (Installation)[58]

## Auszeichnungen
- 1984: Arbeitsstipendium der Landeshauptstadt München (Villa Waldberta)[59]
- 1985: Kunstpreis Philip Morris[60]
- 1986: Preis der Philip Morris Dimension V Competition (Philip Morris GmbH)[61]
- 1987: Stipendium der Stiftung Skulpturenpark am Seestern, Düsseldorf[62]
- 1988: Förderpreis Glockengasse (Köln) und Overbeck‑Preis für Bildende Kunst (Lübeck)[63]
- 1989: Kunstpreis der Stadt Darmstadt[64]
- 1991: Max‑Lütze‑Preis (Stuttgart)[65]
- 1992: Ehrenmitgliedschaft der Akademie der Künste (Berlin)[66]
- 1997: Robert-Jacobsen-Preis der Stiftung Würth (Künzelsau)[67]
- 1999: Jill Watson Award (Carnegie Mellon University, Pittsburgh)[68]
- 2002: Kulturpreis des Rhein‑Erft‑Kreises (Bergheim)[69]
- 2006: Lovis‑Corinth‑Preis der Künstlergilde Esslingen – Jetelová war Preisträgerin 2006[70]
- 2013: Gratias‑Agit‑Preis des tschechischen Außenministeriums in Prag[71]
- 2015: Verdienstkreuz am Bande der Bundesrepublik Deutschland – verliehen in München[72]
- 2023: Ladislav-Sutnar-Preis der Universität Pilsen für interdisziplinäres Werk und Lehrtätigkeit[73]

## Sammlungen
Skulpturen, Werke auf Papier und Fotografien der Künstlerin sind in vielen internationalen Museen vertreten, darunter
- Henry Moore Foundation, Leeds
- Kunsthalle Hamburg
- Leeds City Art Gallery
- Ludwig Forum für Internationale Kunst, Aachen
- Museum für angewandte Kunst, Wien
- Museum für Neue Kunst Karlsruhe
- Museum im Kulturspeicher, Würzburg
- Volpinum Kunstsammlung, Wien

### Monografien
- Klaus Wolbert (Hrsg.): Magdalena Jetelová – Orte und Räume 1990–1996. Begleitpublikation zur Ausstellung „Translocation II“ im Institut Mathildenhöhe, Darmstadt. Cantz, Ostfildern 1996, ISBN 978-3-89322-813-3.[74]
- Josef Hlaváček: Magdalena Jetelová. Monografie zum Gesamtwerk. Mit Texten von Jana Tichá und weiteren Autoren. Zweisprachige Ausgabe (tschechisch/englisch). Národní galerie v Praze, Prag 2007, ISBN 978-80-86990-04-0.[75]
- Magdalena Jetelová – Landscape of Transformation. Monografie mit Dokumentation der Installation in der Kunsthalle Mannheim. Mit Texten zur künstlerischen Untersuchung von Menschenrechten, Recht und Moral. Wienand Verlag, Köln 2010, ISBN 978-3-86832-030-5.[76]

### Ausstellungskataloge
- Magdalena Jetelová – Skulpturen. Galerie Silvia Menzel, Berlin 1986. Text von A. R. Penck.[77]
- Projects 5: Magdalena Jetelová. Museum of Modern Art, New York 1987.[78]
- Magdalena Jetelová – Recent Works. John Weber Gallery, New York 1990.[79]
- Peter Noever (Hrsg.): Magdalena Jetelová – Domestizierung einer Pyramide. Katalog zur Ausstellung im MAK Wien, 1992. ISBN 3-900688-17-6.[80]
- Pavel Liška (Hrsg.): Magdalena Jetelová. Icon Verlag Hubert Kretschmer, Darmstadt 1993. ISBN 978-3-923205-81-3.[81]
- Gerhard Mack: Magdalena Jetelová – Foto / Skulpturen. Verlag Walter Storms, München 1999, ISBN 978-3-927533-23-3.[82]
- Galerie hlavního města Prahy (Hrsg.): Urban Landscape 14°25′0″E Connection 50°05′15″N. GHMP, Prag 2001.[83]
- Rhein-Kreis Neuss (Hrsg.): No it is open on one position. Hatje Cantz, Ostfildern 2003, ISBN 978-3-7757-9140-3.[84]
- Ferdinand Ullrich, Hans-Jürgen Schwalm (Hrsg.): Der neue Raum. Kunsthalle Recklinghausen, 2007, ISBN 978-3-939753-11-7.[85]
- Muzeum umění Olomouc (Hrsg.): (des)orientation? Projects from 1982–2013. Olomouc 2013, ISBN 978-80-87149-73-7.[86]
- Milena Kalinovská (Hrsg.): Dotek doby / Touch of Time. Národní galerie v Praze, 2017, ISBN 978-80-7035-638-8.[87]
- Walter Zahner, Benita Meißner (Hrsg.): Essential is Visible. DG Kunst München, 2019, ISBN 978-3-932322-53-2.[88]

### Aufsätze
- Helena Kontová: „Magdalena Jetelová“. In: Flash Art, Nr. 124, Oktober/November 1985, S. 57.
- Hanne Weskott: „Magdalena Jetelová – eine Bildhauerin aus Prag“. In: Kunstforum International, Bd. 77/78, 1985.
- Michael Tschechne: „Internationale Star der Plastik: Bei ihr explodiert das Holz“. In: Art – Das Kunstmagazin, Nr. 9, September 1988, S. 30–47.